# Pozalesie (rejon wileński)
Pozalesie (lit. Pazaliesė) – kolonia na Litwie, w okręgu wileńskim, w rejonie wileńskim, w gminie Sużany, nad Żejmianą.

## Historia
W dwudziestoleciu międzywojennym zaścianek leżący w Polsce, w województwie wileńskim, w powiecie wileńsko-trockim, w gminie Niemenczyn. W 1931 miejscowość liczyła 7 mieszkańców, zamieszkałych w 1 budynku.
Po II wojnie światowej w granicach Związku Sowieckiego. Od 1991 na niepodległej Litwie.